# Manfred Heintze

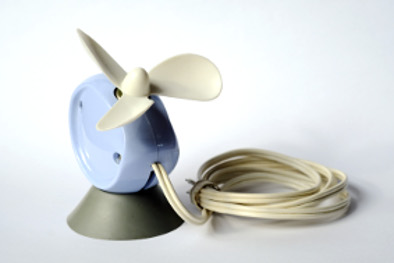
Autoventilator Libelle 64

Manfred Heintze (* 3. Oktober 1934 in Liebertwolkwitz bei Leipzig; † 5. März 1985 in Gutenberg (Saalekreis)) war ein deutscher Designer.

## Leben und Werk
Manfred Heintze verbrachte seine Kindheit mit zwei Geschwistern in Liebertwolkwitz bei Leipzig. Sein Vater, Kurt Heintze war Industrie-Kaufmann, seine Mutter Martha Heintze, geb. Reinicke, war Kontoristin.
Nach einer achtjährigen Schulzeit absolvierte er von 1949 bis 1953 eine Ausbildung zum Goldschmied beim Leipziger Goldschmiedemeister Alfred Zetsche. Von 1953 bis 1956 schloss sich ein Studium der Fachrichtung Kunst/Email an der Fachschule für angewandte Kunst Heiligendamm an. Noch im Jahr 1956 legte er in Rostock die Meisterprüfung im Goldschmiedehandwerk ab und bewarb sich mit Erfolg um ein Studium am Institut für künstlerische Werkgestaltung Burg Giebichenstein in Halle (heute Burg Giebichenstein Kunsthochschule Halle).
Ab 10. September 1956 begann er ein Studium der Metallgestaltung bei Karl Müller und wechselte 1960 in die Fachrichtung Technische Formgestaltung bei Werner Laux. Am Institut für Entwurf und Entwicklung, das der Fachrichtung Technische Formgestaltung angeschlossen war, schloss er 1961 das Studium als erster Absolvent dieses Studiengangs mit dem Diplom zum Industrie-Formgestalter ab. Es folgte eine einjährige Aspirantur am Institut für Entwurf und Entwicklung dieser Hochschule.
Von 1962 bis 1984 war er mit der Schmuckgestalterin Renate Heintze (geb. Bürg) verheiratet. 1964 wurde ihre Tochter Lisa und 1967 ihre Tochter Anna geboren.
Ab 1962 war er als Künstlerisch-wissenschaftlicher Mitarbeiter am Institut für Technische Formgestaltung Halle tätig. Kurzzeitig als kommissarischer Leiter eingesetzt, übernahm er Ende 1964 die Leitung des Sektors Forschung und Entwicklung dieses Instituts.
Von 1967 bis 1970 war er Leiter der Dienststelle Halle des Zentralinstituts für Gestaltung in Berlin und bis 1971 Leiter der Dienststelle Halle des Bereichs Gestaltung des Deutschen Amts für Messwesen und Warenprüfung (DAMW). In den Jahren 1972 bis 1978 arbeitete er im Amt für Industrielle Formgestaltung (AIF) in der Abteilung Maschinenbau in Halle (Saale). Manfred Heintze war Mitglied des Verbandes Bildender Künstler der DDR (VBK).
1979 wurde er invalidisiert. Er starb am 5. März 1985 in Gutenberg (Saalekreis).
Zunächst arbeitete der Designer Manfred Heintze vorwiegend für die kunststoffverarbeitende Industrie und den Maschinenbau. Hier sind die Eisbecher aus dem Werkstoff Meladur von 1960 gefertigt von der Firma Wissmann & Co. aus Halberstadt zu erwähnen, und der Autoventilator Libelle 64.
Im Auftrag des Zentralinstituts für Schweißtechnik der DDR (ZIS) fertigte der gelernte Goldschmied 1967 einen Silberbecher (Becher Nr. 66 des Hallorenschatzes.) für die Salzwirker-Bruderschaft im Thale zu Halle. 1969 war er beteiligt an der Entwicklung des Autodrehkrans ADK 125.
Manfred Heintze gestaltete unter anderem auch Fernsehgeräte, Garagenheizkörper, hydraulische Bauelemente, Aufwickler für Verseilmaschinen, Schweißbrenner, Baureihen für Klimaprüfkammern, Fräsmaschinen, Isolierkannen und Uhren.